# Circondario di Nordhausen
Il circondario di Nordhausen (in tedesco Landkreis Nordhausen) è un circondario della Turingia, in Germania.
Comprende 4 città e 11 comuni.

Capoluogo e centro maggiore è Nordhausen.

## Suddivisione
| Nome           | Status                     | Amministrato da         |
| -------------- | -------------------------- | ----------------------- |
| Bleicherode    | città                      | -                       |
| Ellrich        | città                      | -                       |
| Görsbach       | comune                     | città di Heringen/Helme |
| Großlohra      | comune                     | città di Bleicherode    |
| Harztor        | comune Landgemeinde        | -                       |
| Heringen/Helme | città Landgemeinde         | -                       |
| Hohenstein     | comune                     | -                       |
| Kehmstedt      | comune                     | città di Bleicherode    |
| Kleinfurra     | comune                     | città di Bleicherode    |
| Lipprechterode | comune                     | città di Bleicherode    |
| Niedergebra    | comune                     | città di Bleicherode    |
| Nordhausen     | grande città circondariale | -                       |
| Sollstedt      | comune                     | -                       |
| Urbach         | comune                     | città di Heringen/Helme |
| Werther        | comune                     | -                       |

### Esplicative
1. 1 2  La città di Heringen/Helme svolge il ruolo di erfüllende Gemeinde ("comune sussidiario").
2. 1 2 3 4 5  La città di Bleicherode svolge il ruolo di erfüllende Gemeinde ("comune sussidiario").

### Bibliografiche
1. ↑  Ente statistico della Turingia - Dati sulla popolazione